# يومي أداتشي
يومي أداتشي (باليابانية:安達 祐 実 أداتشي يومي، ولدت في 14 سبتمبر 1981 في تايتو، طوكيو) هي ممثلة ومغنية يابانية. 

## بيوغرافيا
ظهرت أداتشي في فيلم الرعب لوفت عام 2005 ل كيوشي كوروساوا[2].

## الأعمال

### الأفلام
- Rex: Kyōryū Monogatari (1993)
- Hero Interview (1994)
- Homeless Child (1994)
- Lupin III: Farewell to Nostradamus (1995)
- Kikansha Sensei (1997)
- Ohaka ga Nai! (1998)
- Wakkanai Hatsu Manabiza (1999)
- The Boy Who Saw the Wind (2000)
- Snow White: The Fairest of Them All (2002 re-release) (voice-over for Kristin Kreuk)
- Tracing Jake (2004)
- Loft (2005)
- Anpanman (2006)
- Mameshiba (2009)

### المسلسلات
- Gakkō ga Abunai (1992)
- Hitotsu Yane no Shita (1993)
- Homeless Child (1994)
- Seiryū Densetsu (1996)
- Nurse no Oshigoto (1996)
- Glass Mask (1997)
- Cinderella Doesn't Sleep (2000)
- Good Combination (2001)
- Ōoku (2003)
- Dollhouse (2003)
- Yoi Ko no Mikata (2004)
- Tsumiki Kuzushi: Shinsō (2005)
- Shōfu to Shukujo (2010)
- Mother Game - Kanojo tachi no Kaikyuu (2015)

## الإصدارات الموسيقية

### الألبومات
- Love Peace (1994)
- Big (1995)
- Viva! America (1996)
- I Have a Dream (1997)

### الأغاني
- "Genki Dashite Boys & Girls" (1993)
- "Kaze no Naka no Dance" (1995)
- "Nigetai Toki wa" (1995)
- "Bokutte Manmaru" (1997)
- "Namida-kun Sayonara" (1999)

## وصلات خارجية
- Official website
- يومي أداتشي على موقع IMDb (الإنجليزية)
- يومي أداتشي على موقع ألو سيني (الفرنسية)
- يومي أداتشي على موقع ميوزك برينز (الإنجليزية)
- يومي أداتشي على موقع ديسكوغز (الإنجليزية)
- يومي أداتشي على موقع قاعدة بيانات الفيلم (الإنجليزية)
- يومي أداتشي على موقع كينوبويسك (الروسية)
- يومي أداتشي على موقع ANN person (الإنجليزية)
- قالب:Jmdb nameJapanese Movie Databaseقالب:Jmdb name